# Luc Schiltz
Luc Schiltz (* 16. Dezember 1980) ist ein luxemburgischer Schauspieler.

## Leben
Schiltz studierte von 2003 bis 2007 an der
Hochschule für Musik und Theater Conservatoire de Liège (ESACT) in Lüttich. 2016 wurde er für seine Rolle in Christophe Wagners Eine neue Zeit mit dem Luxemburger Filmpreis als Bester Schauspieler ausgezeichnet. Seit 2019 ist er in der titelgebenden Rolle des Kommissars Capitani zu sehen.
Er lebt in Luxemburg und Brüssel.

## Filmografie (Auswahl)
- 2007: Freigesprochen
- 2008: Lady Blood
- 2008: Luftbusiness
- 2009: La Régate
- 2010: Elle ne pleure pas, elle chante
- 2012: D’Symmetrie vum Päiperlek
- 2013: Errances (Kurzfilm)
- 2014: Le goût des myrtilles
- 2014: Low Cost Sinphony (Kurzfilm)
- 2014: Elderly Spring (Kurzfilm)
- 2015: Die Räuber (Les brigands)
- 2015: Das brandneue Testament (Le tout nouveau Testament)
- 2015: Eine neue Zeit (Eng nei Zäit)
- 2015: Tout est calme (Kurzfilm)
- 2016: Long Lost: Aus den Auen (Kurzfilm)
- 2017: Es war einmal in Deutschland …
- 2017: Alte Jungs (Rusty Boys)
- 2019–2022: Capitani (Fernsehserie, 24 Folgen)
- 2019: De Buttek
- 2020: Lupus (Kurzfilm)
- 2020: Ohne Grenzen (Cellule de crise, Fernsehserie, 6 Folgen)
- 2021: Super-GAU – Die letzten Tage Luxemburgs (An zéro – Comment le Luxembourg a disparu)
- 2021: Himbeeren mit Senf
- 2021: Hytte
- 2023: The Last Ashes
- 2025: Das zweite Attentat